# لورنوكسيكام
لورنوكسيكام (بالإنجليزية: Lornoxicam)‏ هو دواء من زمرة مضادات الالتهاب غير الستيرويدية (NSAID) يستعمل لعلاج الألم والحمى والالتهاب. يؤخذ بالطريق الفموي أو وريديا، ويبدأ مفعوله خلال ساعة تقريبا. 

## الاستخدامات الطبية
يستعمل لورنوكسيكام أساسًا لعلاج الحمَّى (كالحمى اللاحقة للتلقيح) والألم الخفيف إلى المتوسط (كالألم اللاحق للعملية الجراحية) وألم الحَيْض والفُصال العظميّ وألم الأسنان والصُّداع والألم بسبب حصى الكُلى.
يستعمل لعلاج الأمراض الالتهابية مثل التهاب المفصل اليفعي مَجْهُوْلُ السَّبَب والتهاب المفاصل الروماتويدي،ويستعمل أيضا لالتهاب العمليات الجراحية. 

## التأثيرات الجانبية
تشمل الآثار الجانبية الغثيان وعسر الهضم والإسهال والإمساك والتَقَرُّح أو النزف المعدي-المعوي والصداع والدوخة والطفح واحتباس الأملاح والسوائل وارتفاع ضغط الدم.